# 남포항 나들목
남포항 나들목(S.Pohang IC)은 경상북도 포항시 남구 오천읍 문덕리에 설치된 동해고속도로의 11번 교차로이다. 본래 동해고속도로 울산 ~ 포항 구간 개통에 맞춰 개통할 예정이었지만 포항시의 교통편의 증진과 철강공단의 물류비 절감을 위하여 오천읍 방면에 한해 2년 앞당겨 2013년 12월에 조기 개통했다. 고속도로 방면은 2015년 12월 29일 동해고속도로가 개통하면서 같이 개통했으며, 조기 개통 당시 명칭은 문덕 나들목이었다. 오천읍, 대송면, 동해면 등지로 진출할 수 있으며, 문덕서로와 직결된다.

## 연혁
- 2001년 9월 25일 : 포항시 도시계획시설 교통광장에 오천읍 문덕리 일원을 문덕 나들목으로 고시[2]
- 2009년 6월 17일 : 나들목 신설을 위해 포항시 도시계획시설 교통광장에 남구 오천읍 문덕리 일원을 문덕 나들목으로 고시[3]
- 2013년 12월 18일 : 문덕 나들목이라는 이름으로 오천읍 방면 조기 개통[4]
- 2015년 12월 29일 : 동해고속도로 동경주 ~ 남포항 구간 개통에 따라 남포항 나들목으로 영업 개시[5]

## 구조물 정보
직결램프가 포함된 클로버형 입체 교차로이며 동해고속도로 포항 방향에서 국도 제31호선 청송 방향으로 이어지는 램프가 직결형이다.
- 위치: 경상북도 포항시 남구 오천읍 문덕리
- 영업소: 경상북도 포항시 남구 오천읍 정몽주로39번길 56-27

## 접속하는 도로
- 국도 제31호선 (영일만대로)
- 문덕서로
- 간접 연결: 국도 제14호선 (정몽주로, 오천 교차로 이용)

## 남포항 요금소
남포항 요금소(南浦項料金所, S.Pohang TG)는 경상북도 포항시 남구 오천읍 정몽주로39번길 56-27에 위치한 동해고속도로 본선 상의 요금소이다.
2015년 12월 29일 동해고속도로 동경주 ~ 남포항 구간이 개통되면서 영업을 시작했다.
- 위치 : 북위 35° 56′ 46″ 동경 129° 23′ 24″ / 북위 35.946078°  동경 129.389931°

## 교통량 정보
남포항 요금소 기준이다.
| 요금소          | 통행량 (대/일) | 통행량 (대/일) | 통행량 (대/일) | 통행량 (대/일) | 통행량 (대/일) | 통행량 (대/일) | 통행량 (대/일) | 통행량 (대/일) | 통행량 (대/일) | 통행량 (대/일) | 각주  |
| 요금소          | 2008년         | 2009년         | 2010년         | 2011년         | 2012년         | 2013년         | 2014년         | 2015년         | 2016년         | 2017년         | 각주  |
| --------------- | -------------- | -------------- | -------------- | -------------- | -------------- | -------------- | -------------- | -------------- | -------------- | -------------- | ----- |
| 남포항 (폐쇄식) | 미개통         | 미개통         | 미개통         | 미개통         | 미개통         | 미개통         | 미개통         | 14             | 5,776          | 9,677          | [ 6 ] |
| 요금소          | 2018년         | 2019년         |                |                |                |                |                |                |                |                | [ 6 ] |
| 남포항 (폐쇄식) | 9,839          | 9,539          |                |                |                |                |                |                |                |                | [ 6 ] |